# Sammenstød
|  | Denne artikel er oprettet af botten Steenthbot ud fra en ekstern database. Den kan derfor have sproglige fejl eller mangler. Denne skabelon kan fjernes efter kontrol af indholdet. |

Sammenstød er en dansk kortfilm fra 2012 instrueret af Nikoline Gjøderum Svenningsen og efter manuskript af Rikke Adelsten Olsen.

## Handling
Skolelæreren Anders lever et ukompliceret ungkarleliv. Han elsker sit job og er vellidt og respekteret af elever såvel som venner. Men hvor lidt skal der til for at sætte alt over styr? En aften i byen tager en uventet drejning. Med et er Anders' selvopfattelse og moralske ansvar sat på en prøve af helt karakter, end dem han er vant til at uddele i sin klasse.